# Лудвиг IV (Пфалц)
Лудвиг IV (на немски: Ludwig IV fon Pfalz, der Sanftmütige; * 1 януари 1424, Хайделберг; † 13 август 1449, Вормс) от фамилията Вителсбахи, е от 1436 до 1449 г. пфалцграф и курфюрст на Пфалц.

## Живот
Син е на курфюрст Лудвиг III фон Пфалц (1378 – 1436) и на втората му съпруга Матилда Савойска (1390 – 1438), дъщеря на херцог Амадей Савойски-Ахая (1363 – 1402) и на съпругата му графиня Катарина от Женева, сестрата на антипапа Климент VII (1378 – 1394).
След смъртта на баща му той го наследява под регентството на чичо му Ото I (1390 – 1461).
Лудвиг IV се жени през 1445 г. за принцеса Маргарета Савойска (1410 – 1479), дъщеря на херцог Амадей VIII Савойски, по-късно антипапа като Феликс V (1439 – 1449), и на Мария Бургундска (1386–1428). Тя е вдовица на (титуляр-)краля на Неапол Луи III Валоа-Анжуйски (1403 – 1434) от Дом Анжу.
Лудвиг IV умира през 1449 г. на 25 години, а по-малкият му брат Фридрих I става опекун на едногодишния му син Филип. Вдовицата му се омъжва през 1453 г. за граф Улрих V от Вюртемберг (1413 – 1480).

## Деца
Лудвиг и Маргарета имат един син:
- Филип (1448 – 1508), женен 1474 г. за Маргарета Баварска (1456 – 1501)